# 8491 Joelle-gilles
8491 Joelle-gilles eller 1989 YL5 är en asteroid i huvudbältet som upptäcktes den 28 december 1989 av den belgiske astronomen Eric W. Elst vid Haute-Provence-observatoriet. Den är uppkallad efter Joelle och Gilles, barn till vänner till upptäckaren.
Den tillhör asteroidgruppen Nysa.